# Golfe nos Jogos Insulares de 2025
O torneio de golfe nos Jogos Insulares de 2025 será realizado em Kirkwall e Stromness, em Orkney, entre os dias 14 e 17 de julho. Serão realizados um total de quatro eventos: individual masculino e feminino e equipes masculina e feminina. As partidas ocorrerão no Orkney Golf Club e no Stromness Golf Club.

## Participantes
- Åland
- Bermuda
- Frøya
- Gotland
- Gozo
- Groelândia
- Guernsey
- Hitra
- Ilhas Faroé
- Ilhas Malvinas

## Sedes
| Estádio             | Localidade |
| ------------------- | ---------- |
| Orkney Golf Club    | Kirkwall   |
| Stromness Golf Club | Stromness  |

## Medalhistas
| Evento               | Ouro | Prata | Bronze |
| -------------------- | ---- | ----- | ------ |
| Masculino individual |      |       |        |
| Feminino individual  |      |       |        |
| Equipe masculina     |      |       |        |
| Equipe feminina      |      |       |        |

## Quadro de medalhas
Atualizado em 13 de julho de 2025
| Pos                 | Equipe              | Ouro | Prata | Bronze | Total |
| 1                   | Åland               | 0    | 0     | 0      | 0     |
| 2                   | Bermuda             | 0    | 0     | 0      | 0     |
| 3                   | Frøya               | 0    | 0     | 0      | 0     |
| 4                   | Gotland             | 0    | 0     | 0      | 0     |
| 5                   | Gozo                | 0    | 0     | 0      | 0     |
| 6                   | Groelândia          | 0    | 0     | 0      | 0     |
| 7                   | Guernsey            | 0    | 0     | 0      | 0     |
| 8                   | Hitra               | 0    | 0     | 0      | 0     |
| 9                   | Ilhas Faroé         | 0    | 0     | 0      | 0     |
| 10                  | Ilhas Malvinas      | 0    | 0     | 0      | 0     |
| Totais (10 Equipes) | Totais (10 Equipes) | 0    | 0     | 0      | 0     |